# 서태지닷컴
서태지닷컴은 서태지컴퍼니에서 2001년 10월에 문을 열었고 관리, 운영하는 서태지의 공식사이트이다. 현재는 팬들의 친목 도모, 서태지의 행보 기록 및 앨범/공연/이벤트 홍보 등의 역할을 하고 있다.

## 특징

### NI Point
NI Point는 서태지닷컴의 회원들이 모을 수 있는 점수이다. 회원가입 시 설문조사에 참여했다면 2000점을 기본으로 제공하며, COMMUNICATION 메뉴의 Dear T 란에는 3000점, FreeTalking 란에는 2000점, Questboard, RoundTable, BlankBoard, EvenT 란에는 2100점 이상이면 글을 쓸 수 있다. 이 점수는 로그인 시 20점 상승하고, DearT, Questboard, FreeTalking, BlankBoard 란에 글을 올릴 시 10점씩 상승하고, RoundTable, EvenT 란에 글을 올릴 시 30점씩 상승한다.

### KI Point
KI Point는 QuestBoard의 질문에 답변을 달았을 시 10점씩 상승하는 점수로, 활동량이 많은 사람을 선정하는 지수가 된다.

### 운석
운석의 단위는 덩이이다. 현금 100원으로 운석 1덩이를 살 수 있으며 NI Point 12000점 이상일 시 NI Point를 운석으로 변환할 수도 있다. CHANNEL T의 1개월 이용권이 운석 30덩이, JUKEBOX의 1개월 이용권이 운석 20덩이, 플래닛 3개월 이용권이 운석 30덩이인 등 서태지닷컴 내에서 많은 용도로 활용 가능한 사이버 머니이다. (이 시스템은 리뉴얼을 하고 나서 사라졌다.)

### 플래닛
플래닛은 서태지닷컴 내에서의 작은 블로그의 개념이다. 플래닛을 가지고 있는 사람은 COMMUNICATION 메뉴에 글을 올릴때 닉네임 오른쪽에 토성 마크가 표시되고 이를 클릭하면 플래닛으로 연결된다.

## 메뉴 설명
서태지닷컴에 로그인 후 나타나는 첫 화면의 우측 상단에 있는 메뉴들의 설명이다.

### SEOTAIJI
서태지의 데뷔 시절부터 지금까지의 사진들을 지금까지 낸 앨범의 순서대로 정리해 놓았다. 또한 서태지의 취미생활과 그가 일으킨 신드롬, 그의 팬들에 대한 간략한 설명이 포함되어 있다.

### PRESS T
공지사항란이다. 공연, 이벤트 및 앨범 등의 정보들이 공지된다.

### COMMUNICATION
가장 많은 역할을 하는 메뉴이다.
- T : 주로 서태지가 팬들에게 보내는 메시지가 올라오는 란이다. 보통 그의 생일이나 명절, 크리스마스 등 중요한 날에 글을 올린다.
- Dear T : 팬들이 서태지에게 메시지를 올리는 장소이다.
- Free Talking : 자유로운 친목 도모 공간이다. 여기서 팬들은 공연이나 앨범 발매 전에는 기대의 목소리를 높이고, 사회의 이슈가 터질때는 그것과 관련된 수많은 글들이 올라오기도 한다.
- Quest Board : 질문란이다. 서태지와 관련된 질문 이외에도 개인적인 질문들이 많이 올라오고, 또 이에 대한 답변도 올릴 수 있다.
- Round Table : 토론 및 설문조사 란이다. '서태지가 이렇다면?', '서태지가 좋은 이유?' 등의 사적인 글들과 사회적 논란에 대한 글도 올라온다.
- Blank Board : 사진을 올릴 수 있는 란이다.
- Even T : 서태지닷컴에서 주최하는 행사 이외에, 팬들이 자발적으로 이벤트를 개최하는 것을 알릴 수 있게 한 란이다. 간단한 이벤트를 펼쳐 액세서리, 소프트웨어, 서태지 관련 동영상 등을 나누는 곳이다.

### CHANNEL T
지금까지의 서태지와 관련된 동영상들이 모여있는 곳이다. 채널은 8개가 있으며 채널 1부터 8은 각각 1집부터 8집까지의 동영상을 담고 있다.

### JUKEBOX
서태지의 음원들이 총망라되어 있는 메뉴이다.